# マーク・ロバートソン
マーク・ロバートソン（Mark Robertson、1984年12月31日 - ）は、スコットランドの元ラグビー選手。

## プロフィール
- スコットランド・メルローズ出身[1]。
- ポジションはウィング(WTB)、フルバック(FB)。
- 身長 186cm、体重 95kg
- 7人制スコットランド代表に選ばれたことがある[2]。
- リオ五輪の7人制イギリス代表に選ばれ銀メダル獲得[3]。

## 略歴
ボーダー・レイバース、エディンバラ、ロンドン・スコティッシュFCを経て、2015年、グラスゴー・ウォリアーズに加入。
2017年、現役を引退した。 